# 库页岛日本人
庫頁島日本人主要是日俄两国开拓库页岛，特别是朴茨茅斯和约缔结以后，一直到二战末期库页岛战役以前由日本本土到库页岛的移民及其后代。

## 族源
1935年，据统计桦太厅有三十余万人，其中约97%为日本人。其余是当地土人和日本帝国裹挟来务工的朝鲜人等。
1945年苏联进攻前，全岛人口已达到近50万人。库页岛战役期间有十万人左右逃回日本本土，仍有三十余万平民滞留此地。苏联将樺太廳末代長官大津敏男软禁于伯力，并建立了军事政府，对当地进行共产主义的经济和教育改造。

## 遣返
1946年12月，日苏签定协约，大部分库页岛上滞留的日本平民被遣返日本，并被剥夺几乎所有的个人财产。

## 滞留
然而根据和约，上万名日本裹挟来务工的朝鲜人，即库页岛朝鲜族不在遣返之列，他们的日本配偶和养子也可以留下，因此一些日本女子选择和他们结婚，或隐姓埋名。根据厚生省在当年的确认，留下的日本人在400-500人之间，另据非政府组织日本萨哈林同胞协会的估计，在2005年仍有大约220名日本人滞留当地。
和库页岛朝鲜族结婚的日本女子，或被收养的日本小孩往往受到家暴虐待。因为冷战的关系，一直到1990年代才得以开放探亲，然而日本政府不愿将这些人视为日本公民，更不愿提供太多的经济援助。导致这些人至多只能获得日本的长期居住权，更是出于经济困难而最终选择返回库页岛，或去俄罗斯其他地方谋生，或跟随取得韩国国籍的库页岛朝鲜族亲属移民韩国。